# LyX
LyX (stilizirano LYX; izgovara se [liks]) je program za obradu teksta s grafičkim sučeljem koji za slog teksta u pozadini koristi LaTeX. Za razliku od većine programa za obradu teksta koji slijede paradigmu WYSIWYG (ono što vidiš to i dobiješ), LyX počiva na WYSIWYM (ono što vidiš je ono što si zamislio): prikaz na ekranu je semantička struktura stranice i tek je donekle slična dokumentu koji će složiti TeX.
Iako za pisanje u LyXu nije potrebno poznavanje programiranja u LaTeXu, on od LaTeXa baštini iznimne mogućnosti i fleksibilnost pa se može koristiti za uređivanje opsežnih dokumenata profesionalnog sloga — knjiga, izvještaja, akademskih radova i članaka, disertacija i sl. 
LyX je popularan među autorima u tehničkim i znanstvenim disciplinama zbog naprednih mogućnosti uređivanja matematičkih formula, no sve ga više koriste i drugi autori zbog jednostavne uporabe bibliografskih baza i mogućnosti rada s više međusobno povezanih datoteka.
LyX je dostupan za sve popularne operacijske sustave: Windows, MacOS i Linux. On je besplatan i slobodan softver s licencijom GNU General Public Licence.

## Osobine
LyX je potpuni i moćni program za obradu teksta. Sposoban je raditi sa strukturiranim dokumentima, čak i onima čiji se sadržaj nalazi u nekoliko datoteka. Jedan dokument može imati definirane grane za različite konačne verzije, moguće je praćenje promjena, a ima i podršku za pisanje dokumenata na većini svjetskih jezika, provjeru pravopisa, ilustracije i uređivanje tablica. LyX automatski numerira zaglavlja i naslove cjelina te generira sadržaj. Posjeduje moćan uređivač matematičkih formula koje se unose bilo s pomoću grafičkog sučelja bilo samo preko tipkovnice.
LyX podržava mnoge klase i predloške dostupne u LaTeXu kroz \documentclass{} i dodatke u mnoštvu postojećih .sty datoteka. Za one kojih nema mogu se u LyXu isprogramirati moduli. Slog teksta poštuje najbolje tipografske standarde, uključujući dodavanje ligatura, podešavanje razmaka slova i riječi, uvlake i razlaganje riječi pri opkoračenju. Za citiranje se koriste BibTeX i BibLaTeX, svi dijelovi dokumenta mogu se unakrsno referencirati s umetnutim poveznicama u stvorenom PDF-u. 
Dokumenti se mogu kompilirati u LaTeXu, PdfLaTeXu, XeTeXu i LuaTeXu ili snimiti kao DocBook SGML, HTML i obični tekst. 
LyX podržava jezike koji se pišu zdesna poput arapskog, perzijskog i hebrejskog. Podržani su kineski, japanski i korejski jezik.

## Povijest
Matthias Ettrich je 1995. na Usenetu objavio prvu verziju shareware programa nazvanog Lyrix. Ubrzo zatim Lyrix je preimenovan te je započeo razvoj LyXa kao programa otvorenog koda.
Nove verzije LyXa objavljuju se bez unaprijed zadanog rasporeda, najčešće kad postoje važni ispravci programskih pogrešaka ili značajna poboljšanja. U siječnju 2021. godine, posljednja stabilna inačica programa bila je 2.3.0

## Vanjske poveznice
- LyX – The Document Processor. www.lyx.org (engleski). Pristupljeno 8. siječnja 2021.
- LyX bug tracker. www.lyx.org. Pristupljeno 8. siječnja 2021.